# Thaia sinuata
Thaia sinuata är en insektsart som beskrevs av Fernando Chiang och Knight 1990. Thaia sinuata ingår i släktet Thaia och familjen dvärgstritar.
Artens utbredningsområde är Taiwan. Inga underarter finns listade i Catalogue of Life.